# György János
György János (Keszthely, 1953. március 6. – Zalaegerszeg, 2019. július 4.) Aase-díjas magyar színész, a Hevesi Sándor Színház örökös tagja.

## Életpályája
Így mesélt magáról:

„Keszthelyen születtem, a szabadtéri színház közelében laktunk, és mint kölykök, ott futkostunk a színpadon, ott játszottunk nyáron. Jött a győri, a veszprémi és a kaposvári színház, három-három darabot lehoztak, mi  gyerekek segítettünk, mikor megérkezett a díszletszállító kocsi, behordani ezt azt, néha elküldtek bennünket borért a kocsmába, néha bekerültünk statisztálni. A Gül Baba Rajkójának van vagy nyolc gyereke, nem volt honnan összeszedni őket, mi meg kéznél voltunk. Ránk adták a cigányruhákat, kaptunk egy tábla csokit a végén... Ott csapott meg a szele.... A főiskolára nem vettek föl, a Déryné színházhoz kerültem. Tíztársulatnyian voltunk legalább, faluszínházként állandóan tájra jártunk Pestről. Nagyon szerettem. Fiatal voltam, meg lehetett tanulni a szakmát is, meg azt, a színházban hogy lehet létezni... 
 ”

Keszthelyen született 1953. március 6-án. A keszthelyi Vajda János Gimnáziumban érettségizett. Színészi pályáját 1971-ben az Állami Déryné Színházban kezdte. 1974-től a kecskeméti Katona József Színház szerződtette. 1984-től a zalaegerszegi Hevesi Sándor Színház társulatának színművésze, 2012-től örökös tagja. 2003-ban Aase-díjat kapott.

## Emlékezete
Szülővárosában Keszthelyen, a Vidor Játékmúzeumban György János Emlékszobát rendeztek be tiszteletére. Fotói, relikviái mellett a 150 bohóc figurából álló gyűjteményét is kiállították. A magángyűjteményt a művész testvére ajándékozta a múzeumnak.

## Színházi szerepeiből
- Carlo Goldoni: A szerelmesek.... Ridolfo
- Iszaak Emmanuilovics Babel: Húsvét.... Hlebnyikov
- Molière: A fösvény.... Jakab
- Molière: Scapin furfangjai.... Szilveszter
- Tersánszky Józsi Jenő: Kakuk Marci.... Tömpe Ambró, kertész
- Görgey Gábor: Komámasszony, hol a stukker?.... Márton
- William Shakespeare: Sok hűhó semmiért.... Konrád
- William Shakespeare: Vízkereszt, vagy amit akartok.... Egy tengerészkapitány, Viola barátja
- William Shakespeare: Vízkereszt, vagy bánom is én.... Kapitány, Viola megmentője
- William Shakespeare: Macbeth.... 1. Gyilkos
- William Shakespeare: Lear király.... Oswald, Goneril udvarnoka
- William Shakespeare: Rómeó és Júlia.... Lőrinc barát
- William Shakespeare: A windsori víg nők.... Jancsi, Dr. Caius szolgája
- Anton Pavlovics Csehov: Ványa bácsi.... Tyelegin, Ilja Iljics, elszegényedett földbirtokos
- Anton Pavlovics Csehov: Cseresznyéskert.... Szimeonov-Piscsik, földbirtokos
- Alekszandr Nyikolajevics Osztrovszkij : Vihar.... Sapkin, polgár
- Makszim Gorkij – Morcsányi Géza: Idelenn (Éjjeli menedékhely).... Színész
- Nyikolaj Vasziljevics Gogol: A revizor.... Hrisztyian Ivanovics Hübner, járási orvos
- Dale Wassermann – Mitch Leigh: La Mancha lovagja.... Anselmo öszvérhajcsár; Az inkvizíció századosa
- Dale Wassermann: Kakukkfészek.... Martini
- John Steinbeck: Egerek és emberek.... White
- Neil Simon: Furcsa pár.... Murray
- Peter Shaffer: Equus.... Harry Dalton
- Peter Shaffer: Komédia a sötétben.... Chuppanczigh, német műértő villanyszerelő
- Bertolt Brecht: Baal.... V. férfi, egy ifjú úr, paraszt, fuvaros, favágó, vendég
- Bertolt Brecht: Sophokles Antigonéja.... thébai vén
- Bertolt Brecht: Kurázsi mama és gyermekei...Paraszt
- Bertolt Brecht – Kurt Weill: Koldusopera.... Smith; Kimball, lelkész
- Bertolt Brecht: A szecsuáni jólélek.... Fivér
- William Somerset Maugham – Nádas Gábor – Szenes Iván: Imádok férjhez menni.... Raham ügyvéd
- Teleki László: Kegyenc.... Udvaronc
- Jókai Mór: A kőszívű ember fiai.... Fóhadnagy; Istók
- Arthur Schnitzler – Böhm György – Prekop Gabriella: A Zöld Kakadu.... Jules
- Alan Alexander Milne: Micimackó.... Tigris
- Bródy Sándor: A tanítónő.... Törvénybíró
- Alfonso Paso: Ön is lehet gyilkos.... Fernandez
- Békés Pál: Pincejáték.... Bélus
- Tömöry Péter: Vőlegényfogó.... Iskolamester
- Ariano Suassuna: A kutya testamentuma.... Sekrestyés
- Johann Wolfgang von Goethe: Egmont.... Szappanfőző
- Carlo Collodi – Litvai Nelli: Pinokkió.... Vak macska
- Victor Hugo – Tömöry Péter: A notre-dame-i toronyőr.... Tristán, főporoszló
- Georges Feydeau: Bolha a fülbe.... Étienne
- Georges Feydeau: A férj vadászni jár.... Cassagne
- Georges Feydeau: A Hülyéje.... Felügyelő
- Jaroslav Hašek: Svejk.... Cvikkeres úr
- Alekszandr Iszajevics Szolzsenyicin: A kopasz és a lágerkurva avagy /A munka köztársasága/.... Pavel Gaj, volt frontharcos, fogoly, a kőművesek brigádvezetője
- Lázár Ervin: Dömdödöm.... Mikkamakka
- Paul Portner: Hajmeresztő.... Mike Thomas, egyetemista
- Sarkadi Imre: Kőműves Kelemen.... Izsák
- Éric Charden – Guy Bontempelli: Mayflower.... Wintrop, ügyvéd
- Ranko Marinković: Glória.... Tamás
- Szabó Magda: Sziget-kék.... Ügyvéd bácsi, Lavínia hajdani udvarlója; Elnök a szigeten
- Szabó Magda: Régimódi történet.... Apátplébános
- Szabó Magda: Az ajtó.... Brodarics Úr
- Joseph Stein – John Kander – Fred Ebb: Zorba.... Manolakosz
- Kálmán Imre: A montmartre-i ibolya.... Durand
- Kálmán Imre: Csárdáskirálynő.... Ferdinánd főherceg; Miska
- Móricz Zsigmond: Nem élhetek muzsikaszó nélkül.... Gergő
- Móricz Zsigmond: Úri muri.... Három Csugari
- Mihail Sebastian: Névtelen csillag.... Ichim
- Trevor Griffith: Komédiások.... Phil Murray
- Reginald Rose: Tizenkét dühös ember.... 5. esküdt
- Plautus: A hetvenkedő katona.... Cario, Periplectomenus szakácsa
- Baka István: A korinthoszi menyasszony.... Százados
- Edmond Rostand: Cyrano de Bergerac.... 2. poéta
- Hervé: Nebáncsvirág.... Színigazgató
- Tóth Ede: A falu rossza.... Gonosz Pista, bakter
- Bereményi Géza: Az arany ára.... Nyikoláj
- Bereményi Géza: Shakespeare királynője.... Knollys; III. Polgár
- Friedrich Schiller: Haramiák.... Páter
- Friedrich Schiller: Az orleansi szűz.... Raoul, lovag
- Zerkovitz Béla – Szilágyi László: Csókos asszony.... Csipcsala, pék
- Joseph Stein: Hegedűs a háztetőn.... Mordcha, kocsmáros
- Heinrich Böll – Bereményi Géza: Katharina Blum elvesztett tisztessége.... Moeding főfelügyelő
- Dobozy Imre: Tizedes meg a többiek.... Fekete, honvéd
- Dobozy Imre – Ránky György – Garai Gábor – Vajda Anikó – Vajda Katalin: Villa Negra.... Vlaták
- Arthur Miller: A salemi boszorkányok.... Walcott
- Vörösmarty Mihály: Csongor és Tünde.... ördög, vándor
- Nagy Ignác: Tisztújítás.... Aranyos Mihály
- Alex Koenigsmark: Agyő, kedvesem!.... Nebesky, hegedűs
- Várkonyi Mátyás : Ifipark.... Kenő
- Rideg Sándor: Indul a bakterház.... Koncz Bácsi
- Friedrich Dürrenmatt: Az öreg hölgy látogatása.... Főkomornyik; Filmriporter; Végrehajtó
- Molnár Ferenc: Üvegcipő.... Házmester
- Molnár Ferenc: A doktor úr.... Igazgató
- Molnár Ferenc: Játék a kastélyban.... Lakáj
- Molnár Ferenc: Liliom.... Jeltolmács
- Terrence Mc Nally – David Yazbek: Alul semmi.... Tony Bonasorte
- Madách Imre: Az ember tragédiája.... Kriszposz, Első polgár, Első udvaronc, Második koldus
- Huszka Jenő – Martos Ferenc: Bob Herceg.... Tom apó, varga
- Huszka Jenő – Martos Ferenc: Gül baba.... Budai bíró
- Huszka Jenő – Szilágyi László: Mária főhadnagy.... Simonich; Herceg, Görgey
- Horváth Károly – Tömöry Péter: Canterbury mesék.... Plébános, később Kalmár, Mars
- Háy János: A Gézagyerek.... Krekács Béla, kocsmai ember
- Ivan Kusan: Galócza.... Joszip Zejics, paraszt
- Dés László – Nemes István – Böhm György – Korcsmáros György – Horváth Péter: Valahol Európában.... Tróger
- Bob Fosse – Fred Ebb – John Harold Kander: Chicago.... Aaron ügyvéd
- Kacsóh Pongrác – Bakonyi Károly – Heltai Jenő: János vitéz.... A falu csősze
- Gádor Béla – Tasnádi István: Othello Gyulaházán...Szarka Béla, a minisztériumból
- Ken Ludwig: Primadonnák.... Duncan
- Szirmai Albert – Bakonyi Károly – Gábor Andor: Mágnás Miska.... Leopold, főkomornyik
- Fenyő Miklós – Tasnádi István: Made in Hungária.... Rendőr
- Erich Kästner: Emil és a detektívek.... Ellenőr; Bácsika bajusszal; Rendőr
- Dean Pitchford – Walter Bobbie – Tom Snow: Footloose.... Wes Warnicker
- Pierre Barillet – Jean-Pierre Grédy – Nádas Gábor – Szenes Iván: A kaktusz virága.... Cochet
- Richard Rodgers – Oscar Hammerstein II – Howard Lindsay – Russel Crouse: A muzsika hangja.... Elberfeld báró
- Brandon Thomas – Aldobolyi Nagy György – Szenes Iván: Charley nénje.... Brasett (szolga)
- Nógrádi Gábor: Az anyu én vagyok!.... 2. Rendőr
- Nagy Tibor – Bradányi Iván – Pozsgai Zsolt: A kölyök.... Tyukovszky, orvos
- Francis Veber: Balfácánt vacsorára.... Archambaud
- László Miklós: Illatszertár.... Jancsi (kifutó)
- Hunyady Sándor: Lovagias ügy.... Vödrös
- Mikszáth Kálmán: Szent Péter esernyője.... Stolarik, Wibra gyámapja
- Tolcsvay László – Müller Péter Sziámi – Müller Péter: Isten pénze.... Mr. Crumb/ Jonathan

## Filmek, tv
- Bereményi Géza: Az arany ára (Színházi előadás tv-felvétele)
- Szabó Magda: Az ajtó (Színházi előadás tv-felvétele)
- Háy János: A Gézagyerek (Színházi előadás tv-felvétele)

## Díjak, elismerések
- Aase-díj (2003)
- A Hevesi Sándor Színház örökös tagja (2012)